# Cohors IV Voluntariorum

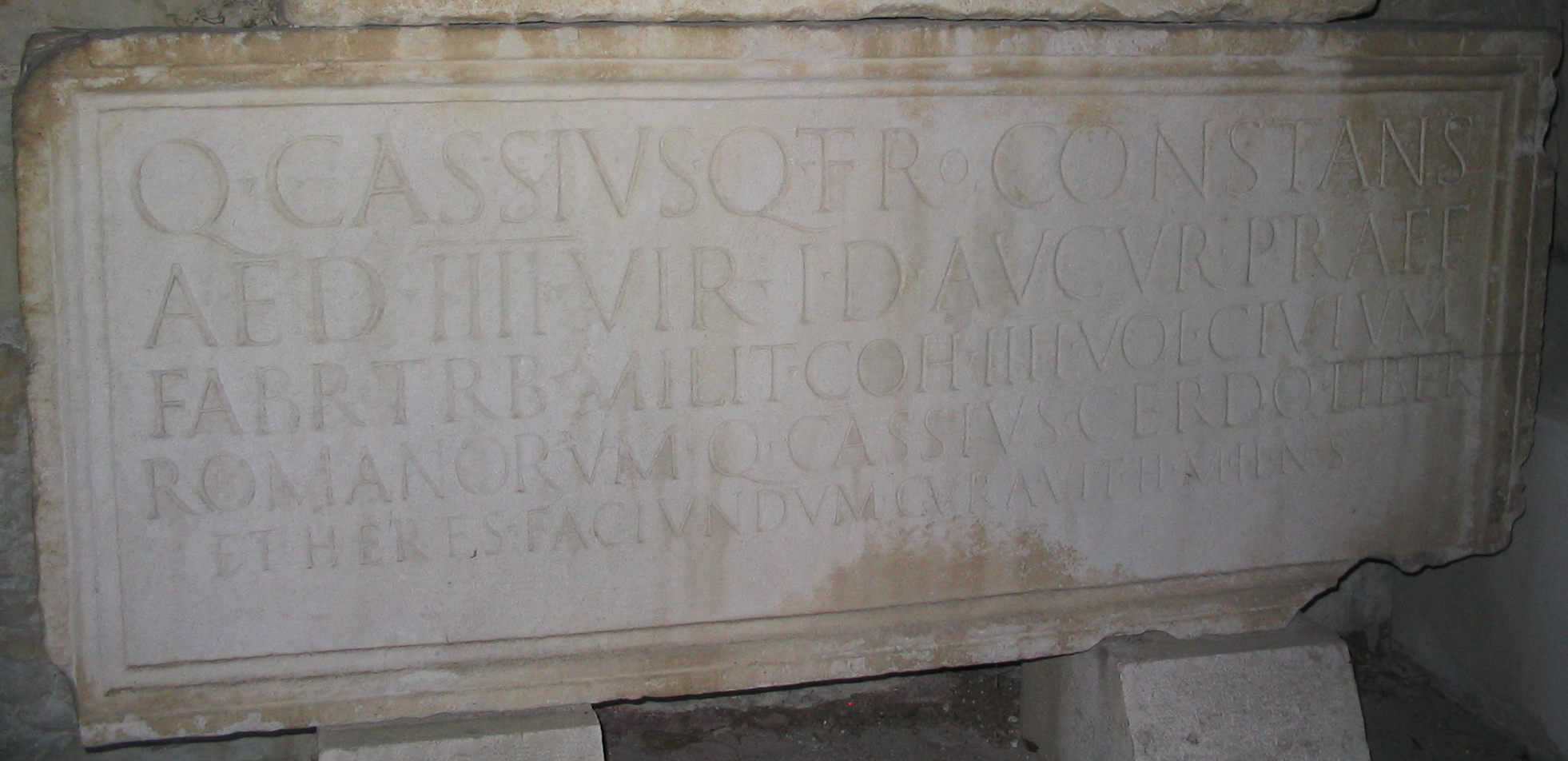
Der Grabstein des Q. Cassius Constans

Die Cohors IV (oder IIII) Voluntariorum [civium Romanorum] (deutsch 4. Kohorte der Freiwilligen [der römischen Bürger]) war eine römische Auxiliareinheit. Sie ist durch Militärdiplome, Inschriften und Ziegelstempel belegt.

## Namensbestandteile
- Voluntariorum: der Freiwilligen.

- civium Romanorum: der römischen Bürger. Die Soldaten der Kohorte wurden bei Aufstellung der Einheit aus römischen Bürgern rekrutiert. Die Einheit wurde wahrscheinlich unter Augustus zusammen mit weiteren Kohorten ausgehoben; die Aufstellung der Einheiten erfolgte vermutlich während des Pannonischen Aufstands und nach der Niederlage des Varus. Insgesamt wurden möglicherweise bis zu 44 (oder 48) Kohorten aus römischen Bürgern gebildet, von denen aber nur 18 belegt sind.[1]

Da es keine Hinweise auf die Namenszusätze milliaria (1000 Mann) und equitata (teilberitten) gibt, ist davon auszugehen, dass es sich um eine Cohors (quingenaria) peditata, eine reine Infanterie-Kohorte, handelt. Die Sollstärke der Einheit lag bei 480 Mann, bestehend aus 6 Centurien mit jeweils 80 Mann.

## Geschichte
Der erste Nachweis der Einheit in Pannonia Superior beruht auf einem Militärdiplom, das auf das Jahr 134 datiert ist. In dem Diplom wird die Kohorte als Teil der Truppen (siehe Römische Streitkräfte in Pannonia) aufgeführt, die in der Provinz stationiert waren. Weitere Diplome, die auf 138, 141, 146, 148, 149, 155/156, 159 und 163 datiert sind, belegen die Einheit in derselben Provinz.

## Standorte
Standorte der Kohorte in Pannonia Superior waren:
- Ad Statuas[A 2]
- Quadrata (Barátföldpuszta, Lébény): Ziegel mit dem Stempel COH IIII VOL wurden hier gefunden. (AE 1966, 00301c)

## Angehörige der Kohorte
Folgende Angehörige der Kohorte sind bekannt.

### Kommandeure
- Q(uintus) Cassius Constans, ein Tribun (CIL 3, 8737)